# Milviscutulus spiculatus
Milviscutulus spiculatus är en insektsart som beskrevs av Williams och Watson 1990. Milviscutulus spiculatus ingår i släktet Milviscutulus och familjen skålsköldlöss. Inga underarter finns listade i Catalogue of Life.